# A Day in the Death of Joe Egg
A Day in the Death of Joe Egg (también conocida como La más hermosa niña del mundo y Un día en la muerte de Joe Egg) es una obra de teatro de Peter Nichols, estrenada en 1967.

## Argumentos
La obra nos presenta como la feliz historia de un matrimonio puede llegar a descomponerse, debido al hecho del nacimiento de un hijo. Dicha hija nace con parálisis cerebral. Desde entonces, el autor muestra como el joven matrimonio hará todo lo posible para poder superarlo, pero mientras la madre decide no separarse ni un momento de su hija, aun cuando sus fuerzas desfallezcan (aunque acabará encontrando un momento de paz a través del teatro de aficionados que comienza a realizar con unos amigos), el padre solo saber lamentarse y desear malos augurios. Finalmente, e incapaz de soportar más, acaba huyendo y abandonando a su mujer e hija.

## Representaciones destacadas
- Broadway, 1968.
  - Intérpretes: Albert Finney, Zena Walker.
- Teatro Arniches, Madrid, 28 de noviembre de 1974. Estreno en España
  - Dirección: Ricardo Lucia.
  - Escenografía: Juan A.Cidrón.
  - Intérpretes: Julita Martínez, José María Prada, Gisia Paradis, Mari Paz Molinero, Enrique Cerro, Marianita Salgado.
- Longacre Theatre, Broadway, 1985.
  - Dirección: Arvin Brown.
  - Intérpretes: Jim Dale, Stockard Channing, Joanna Gleason, Christina Pickles.